# Хасанбегово
 Тази статия е за скопския квартал.  За политика, на когото той е кръстен, вижте Методи Андонов-Ченто.  
Хасанбегово (на македонска литературна норма: Ченто) е квартал на столицата на Северна Македония Скопие, част от Община Гази Баба.

## География
Хасанбегово е разположено в Скопската котловина на левия бряг на Вардар.

## История
В края на XIX век Хасанбегово е село в Скопска каза на Османската империя. В 1884 година в селото са заселени турци бежанци от окупираната в 1878 година от Австро-Унгария Босна. Според статистиката на Васил Кънчов („Македония. Етнография и статистика“) към 1900 година в Хасанъ Бегово живеят 55 българи християни и 300 бошняци мохамедани.
В началото на XX век цялото християнско население на селото е под върховенството на Българската екзархия. По данни на секретаря на екзархията Димитър Мишев („La Macédoine et sa Population Chrétienne“) в 1905 година в Асан Бегово има 40 българи екзархисти и 6 цигани.
След Междусъюзническата война в 1913 година селото попада в Сърбия. След Първата световна война в рамките на държавната политика за колонизиране на Вардарска Македония в 1919 година в Хасанбегово на мястото на изселените бошняци е създадена колония, наречена Сингелич (на сръбски: Сингелић, на македонска литературна норма: Сингелиќ с варианти Сингилиќ, Сингелич) заселена главно от сърби, която е най-богатата колония в целия срез. На етническата си карта от 1927 година Леонард Шулце Йена показва Хасанбегово (Hasanbegovo) като бошняшко село.
По време на българското управление във Вардарска Македония в годините на Втората световна война, Борис Димков Андреев от Скопие е български кмет на Сингелич от 9 август 1941 година до 9 септември 1944 година.
В 1973 година е поставен основният камък на църквата „Св. св. Кирил и Методий“, завършена и осветена в 1975 година. Храмът е построен на мястото на оброчен кръст, поставен в 1938 година и посветен на Свети Георги, затова и сред населението е известен и като „Свети Георги“.
В 1977 година, на мястото на стара джамия от втората половина на XIX век, е изграден нов мюсюлмански храм с добре уреден двор.
Според преброяването от 2002 година Хасанбегово има 23 915 жители.
| Националност     | Всичко |
| северномакедонци | 12 499 |
| албанци          | 8818   |
| турци            | 316    |
| роми             | 891    |
| власи            | 83     |
| сърби            | 657    |
| бошняци          | 407    |
| други            | 244    |

## Личности
Родени в Хасанбегово
- Вера Йоцич, народен герой на Югославия
- Вида Йоцич, югославска скулпторка